# Мещерякова, Наталья Алексеевна (пловчиха)
Наталья Алексеевна Мещерякова (род. 1 июня 1972 года) — российская пловчиха.

## Карьера
Начинала тренироваться в СДЮШОР «Труд», тренер — Татарин Владимир Леонидович. Позже выступала в ЦСКА.
Участница двух Олимпиад. В Барселоне (1992) на дистанции 50 метров вольным стилем была шестой, а в эстафетах — четвёртой (4×100 м вольным стилем) и третьей (комплексная эстафета 4×100 м). В Атланте (1996) результаты были более скромными: в индивидуальных заплывах Наталья была 8-й (50 м) и 13-й (100 м), а в комплексной эстафете россиянки были седьмыми.
На чемпионате мира 1994 года Наталья выиграла серебро на дистанции 50 метров, а также бронзу в эстафете 4х100 метров.
На чемпионатах Европы Наталья выиграла золото, два серебра и две бронзы.
Многократный победитель и призёр чемпионатов России.
Муж — Влад Пышненко.